# Олімпійський приз за альпінізм
Олімпійський приз за альпінізм (фр. Prix olympique d'alpinisme) — почесне нагородження золотою Олімпійською медаллю за видатні успіхи в області альпінізма, досягнуті протягом чотирьох років перед проведенням чергових Олімпійських ігор. Нагорода вручалася тричі: перший раз на зимових ОІ і двічі на літніх. Трагічним супроводом цього призу було неодноразове посмертне нагородження.

## Історія
Пропозиція нагороджувати золотою медаллю за великі досягнення в сфері альпінізму і гірського туризму було схвалено ще на установчому конгресі Міжнародного олімпійського комітету (МОК) 16-23 червня 1894 року в Парижі. Тоді цю ідею активно підтримував засновник сучасного олімпійського руху П'єр де Кубертен. Починаючи з перших літніх Ігор, було передбачено таке нагородження альпіністів за їх видатні заслуги. Однак на Олімпіадах 1896, 1900, 1904 і 1908 років ніхто не висував претендентів на медаль.
На V літній Олімпіаді 1912 року були номіновані альпіністи, але організатори Ігор вирішили нікого з них не нагороджувати. Однією з причин відмови стало використання платних гідів в експедиціях, що розцінювалося як порушення Олімпійської хартії. Крім того, дуже важко було зіставляти різні види альпінізму і скелелазіння, порівнювати їх складність з урахуванням погодних умов, рельєфу, характеру гірських стежок і так далі. Подібні труднощі обговорювалися і після перерви в Іграх через Першу світову війну, і далі аж до XI річної Олімпіади 1936 року. Найстаршим з усіх альпіністів, нагороджених золотою Олімпійської медаллю, був Чарльз Брюс (57 років), а наймолодшим — Тоні Шмідт (22 роки).
Після Другої світової війни альпінізм остаточно випав з програми літніх і зимових Олімпіад, хоча офіційного рішення МОК з цього приводу не було. Міжнародний союз альпіністських асоціацій з 1995 року входить до складу спортивних об'єднань, визнаних МОК (англ. Association of the IOC Recognized International Sports Federations, ARISF), домагається визнання спортивного скелелазіння олімпійським видом спорту.

## Призери

### Зимові Олімпійські ігри 1924

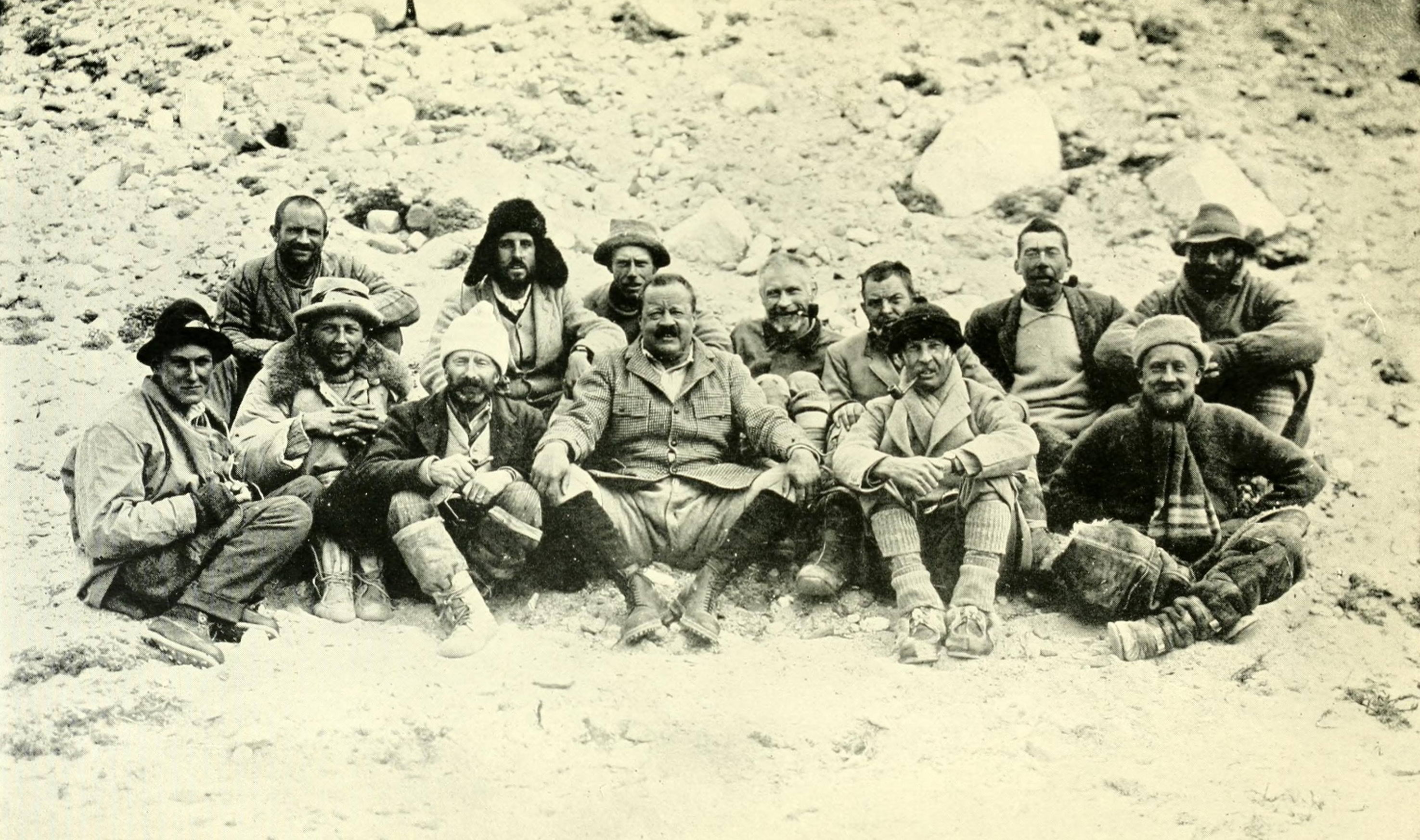
В експедиції на Джомолунгму (1922)

На перших Зимових Олімпійських іграх 1924 року почесний приз було вперше вручено під час церемонії закриття Ігор 5 лютого. Його отримали учасники Британської експедиції на Джомолунгму, які в 1922 році досягли рекордної висоти під керівництвом бригадного генерала Чарльза Брюса.
Альпіністи — представники Великої Британії, Австралії, Індії та Непалу, завоювали як одну спільну командну золоту медаль, так і персональні медалі. Посмертно були нагороджені сім шерпів, які потрапили під лавину, їхні золоті медалі привезли в Дарджилінг, щоб вручити сім'ям загиблих.
Під час закриття Ігор на великій ковзанці стадіону кожну з тринадцяти золотих медалей альпіністам персонально вручав барон П'єр де Кубертен. Чарльз Брюс, який готував в цей час наступне сходження, на церемонії був відсутній. Його заступник Едвард Лайл Стратт (Edward Lisle Strutt), який одержував як спільну командну нагороду, так і особисту для Чарльза Брюса, пообіцяв заслужити золоті медалі і за наступну експедицію.
При черговому сходженні на Еверест в 1924 році загинув нагороджений за участь в експедиції 1922 года Джордж Меллорі в зв'язці з напарником Ендрю Ірвіном.

### Літні Олімпійські ігри 1932
На X літній Олімпіаді 1932 року в Лос-Анджелесі за пропозицією члена МОК і президента НОК Німеччини Теодора Левальда (нім. Theodor Lewald), якого активно підтримав італійський представник МОК Альберто Бонакосси (нім. Alberto Bonacossa), в рамках конкурсів мистецтв були номіновані на почесний приз і нагороджені золотими медалями німецькі альпіністи — брати Франц Шмід (нім. Franz Schmid (Bergsteiger)) і Тоні Шмід (нім. Toni Schmid) за перше сходження по північній стіні на вершину Маттергорна, яке вони здійснили 31 липня — 1 серпня 1931 року.
На церемонії закриття Ігор 14 серпня 1932 роке одержувати нагороду для альпіністів довелося Теодору Левальду, оскільки молодший з братів Тоні Шмід загинув у горах Австрії 16 травня 1932 року при черговому сходженні.

### Літні Олімпійські ігри 1936
|                        |  |                 |  |
| Гюнтер Оскар Діренфурт |  | Хетті Діренфурт |  |

Останнє нагородження почесним призом альпінізму відбулося на XI літній Олімпіаді 1936 року в Берліні. Одну золоту медаль на двох завоювали представники Швейцарії — сімейна пара Хетті Діренфурт і Гюнтер Оскар Діренфурт (англ. Günter Oskar Dyhrenfurth).

Медаль XI літньої Олімпіади

Німецький професор геології Гюнтер Оскар Діренфурт (роки життя 1886—1975) керував двома Міжнародними гімалайськими експедиціями 1930 і 1934 років. Брала участь у них і Хетті Діренфурт, яка встановила світовий рекорд для жінок при сходженні на західну вершину Сіа Кангрі (7315 &   м) в гірській системі Каракорум. Книга Хетті Діренфурт «Memsahb im Himalaja», видана в Лейпцизі в 1931 році, була бестселером. У 1932 році подружжя отримало швейцарське громадянство. Нацисти були дуже незадоволені присудженням золотої медалі Діренфуртам.

### Ресурси Інтернету
- International Mountain Museum [Архівовано 10 грудня 2017 у Wayback Machine.] (англ.)
- Книга Хетті Діренфурт. Лейпциг, 1931